# Diecezja hvarsko-bracko-viska
Diecezja Hvar (-Brač i Vis) – łac. Dioecesis Pharensis (-Brazensis et Lissensis), chorw. Hvarsko-bračko-viška biskupija – diecezja Kościoła rzymskokatolickiego w Chorwacji. Należy do metropolii splitsko-makarskiej. Została erygowana w XII w. W 1889 w jej skład włączono diecezje Brač i Vis.